# 马振龙
马振龙（约1940年—），江苏省泰兴县人。是上海搪瓷机修厂工人。文化大革命中任上海市革命委员会委员、上海市总工会常委、中共上海市轻工业局委员会副书记兼革委会副主任。1982年被判有期徒刑十六年，剥夺政治权利三年。